# Политехнически институт „Ранселар“
Политехническият институт „Ранселар“, съкратено ПИР, е частен изследователски университет, разположен в Трой, щата Ню Йорк. Другите му 2 кампуса са в Хартфорд и Гротън, щата Кънетикът.
Основан е през 1824 г. от Стивън ван Ранселар и Еймъс Ийтън, за „прилагането на науката в общите линии на живота“. Слави се като най-стария технологически университет в Англосферата. Изграден е по склоновете на хълм и заема 107 хектара. В подножието му се стаява град Трой и река Хъдсън, като студентското градче е смес от традиционна и модерна архитектура. В института има компания в помощ на новопрохождащи компании, както и технологичен парк, заемащ 510 хектара. Много американски колежи и факултети по приложни науки се учат от опита на Ранселар.
Институтът е организиран в 6 училища, в които има 37 факултета: Училище по архитектура, Училище по инженерни науки, Училище по хуманитарни и социални науки и по изкуства, Училище по информационни технологии и уеб науки; Училище по наука; както и Училище по мениджмънт и технологии „Лали“. Университетът предлага около 140 учебни програми в 60 дисциплини, които могат да донесат бакалавърски, магистърски и докторски степени.

## Галерия
- Лаборатоария „Ръсел Сейдж“
- „Уест хол“
- Компютърен център „Алан Ворхес“
- Център по биотехнологии и интердисциплинни изследвания
- Център за експериментални медии и изпълнителски изкуства
- Правен център за индустриални иновации

## Личности
Студенти и докторанти
- Боряна Росса (р. 1972), художничка, трансхуманистка, магистър през 2007 и доктор през 2012